# Alyson Annan
Alyson Regina Annan (Sídney, 12 de junio de 1973) es una analista de sistemas, entrenadora y exjugadora australiana de hockey sobre césped que se desempeñaba como mediocampista.
Annan fue elegida mejor jugadora del Mundo en dos ocasiones. Es reconocida como la jugadora estrella histórica de su país y es considerada la mejor jugadora de los años 1990.

## Biografía
Estuvo casada con el también entrenador y exjugador de hockey argentino Maximiliano Caldas, habiéndose divorciado debido a su orientación sexual. Posteriormente se casó con la también exjugadora neerlandesa Carole Thate, con quien tiene dos hijos.
Desde octubre de 2015 y hasta enero de 2022 se desempeñó como entrenadora de la Selección femenina de hockey sobre hierba de los Países Bajos.
Desde mayo de 2022 se desempeña como entrenadora de la Selección femenina de hockey sobre hierba de China.